# نبردناو ساتسوما
نبردناو ساتسوما (به انگلیسی: Japanese battleship Satsuma) یک کشتی بود که طول آن ۴۸۲ فوت (۱۴۶٫۹ متر) بود. این کشتی در سال ۱۹۰۶ ساخته شد.